# 美國陸軍軍事歷史中心
美國陸軍軍事歷史中心（英語：United States Army Center of Military History，CMH）是美國陸軍訓練與準則司令部的一個專門機構，負責紀錄美國陸軍在平時與戰時的歷史，前身為軍事歷史主任辦公室（OCMH），在1973年6月改為現名。
自成立以來，軍史中心為陸軍部長及參謀長擔任顧問，提供重要的背景資訊給陸軍官員進行決策、謀議、命令資訊程序以及公開聲明，甚至首次在正義之師行動中派出軍職的歷史學家參與，從此軍事歷史中心出現在全球各地收集文件和口述資料。美國陸軍軍事歷史中心利用歷史來培養部隊的向心力，在陸軍博物館系統的管理以及自動化資料檢索系統等重要領域中的作用也逐步擴大。